# Colchar
En náutica, colchar es unir los cordones de un cabo torciéndolos unos con otros. Los cables se tuercen generalmente al tercio, es decir que por la torsión los cordones que los componen pierden la tercera parte de su longitud; otros lo son entre el tercio y el cuarto, y los cabos para relingas al cuarto.

## Colcha
Es el torcido de los cabos de todo tipo. También es cada una de las vueltas del torcido de un cabo. La torsión quebranta más o menos las fibras que lo componen, altera su resistencia y la fuerza de un cable torcido se evalúa en la sexta parte de la de sus elementos por separado.

### Tipos
- Colcha de calabrote: es la que se da a los cabos de mucha mena. Consiste en formar primero cordones, después con ellos guindalezas, y tomando un número de ellas, generalmente tres de a tres cordones cada una, colcharlas o torcerlas la revés, es decir, hacia la izquierda.
- Colcha de guindaleza: torcido que se usa para los cabos delgados o de poca mena. Se hace torciendo primero a la derecha los cordones de filástica, cada uno de por sí, y luego torciéndolos juntos otra vez también hacia la derecha.